# Gregers Christian Juel
 Der er flere personer med dette navn, se Gregers Juel (flertydig).
Gregers Christian Juel (født 16. august 1738 på Bygholm, død 4. november 1776 i Hamborg) var en dansk rentekammerdeputeret, godsejer og diplomat, far til Hans Rudolph Juel.
Han var søn af gehejmeråd, ceremonimester Peder Juel til Hverringe (1708 – 8. januar 1779) og Birthe Cathrine f. Levetzau (1714 – 13. august 1784). Han blev student 1753, udnævntes til kammerjunker 1757 og deltog fra 1763 af i Tyske Kancellis sessioner for at uddanne sig til den diplomatiske løbebane. Han har sikkert været en meget dygtig mand, thi allerede 1765 bestemtes han til at afløse Joachim Otto Schack-Rathlou som gesandt i Sverige, og efter at have tilbragt et par år derovre for på stedet at sætte sig ind i de svenske partiforhold udnævntes han til envoyé extraordinaire i marts 1767. Han forblev der til april 1771, da han, der var en bestemt tilhænger af J.H.E. Bernstorff og en fuldblods aristokrat, hjemkaldtes af Struensee; han stod heller ikke på nogen god fod med det da rådende parti i Sverige og var selv meget ked af sit ophold derovre og af alle de intriger, han ifølge sin stilling måtte indlade sig på. Under Struensees styrelse var der ingen plads for Juel, men i maj 1773 udnævntes han til 1. deputeret i Rentekammeret, deputeret i Finanskollegiet og Bjergværksdirektoriet, medlem af Overskattedirektionen og direktør for Fonden ad usus publicos og tillige til deputeret i Økonomi- og Kommercekollegiet. Han roses i denne stilling for sin store arbejdsiver, men han var i høj grad myndig og reaktionær, og med landboreformerne var det forbi, så længe han ledede Rentekammeret. Han døde imidlertid allerede 4. november 1776 i Hamborg. I mellemtiden havde han 1771 overtaget godset Raschenberg, som senere fik navnet Juelsberg, hvor han lod en imponerende hovedbygning opføre.
1766 var han blevet kammerherre, 1770 ridder af l'union parfaite, 1773 Ridder af Dannebrog og 1775 gehejmeråd. Han ægtede 28. september 1770 Amalie Christiane Juel, f. von Raben (4. august 1736 – 1. august 1803), enke efter gehejmeråd Carl Juel.